# Lyssa goldiei
Lyssa goldiei är en fjärilsart som beskrevs av Druce 1882. Lyssa goldiei ingår i släktet Lyssa och familjen Uraniidae. Inga underarter finns listade i Catalogue of Life.